# Rhyddfedd Frych
Rhyddfedd ap Categern (435? - ?) également surnommé Rhyddfedd Frych (Taches-de-Rousseur) était un roi de Powys (est du Pays de Galles).
On ignore presque tout de Rhyddfedd, y compris sa généalogie, la date à laquelle il monta sur le trône, la durée de son règne et la date de sa mort. Rhyddfedd a en effet vécu dans une période de l'histoire de la Grande-Bretagne assez trouble dont il reste très peu d'archives (Dark Ages).
On retient souvent son nom sous la forme « fils de Categern », car on pense qu'il s'agit du second fils de Categern, alias Cadeyrn le Béni (et donc le frère de Cadell, son prédécesseur sur le trône de Powys) mais ce fait peu attesté.
Il est probable qu'il assura l'intérim une vingtaine d'années le temps que l'héritier légitime, son neveu, Cyngen le Renommé, atteigne sa majorité, mais on ignore dans quelles conditions il prit, usa et passa le pouvoir.

## Source
- (en) Peter Bartrum, A Welsh classical dictionary: people in history and legend up to about A.D. 1000, Aberystwyth, National Library of Wales, 1993 (ISBN 9780907158738), p. 640 RHUDDFEDEL FRYCH. (430?)